# Aeshna cyanea
Aeshna cyanea é uma espécie de libélula.
É grande, mede cerca de 70 milímetros de comprimento. Tem manchas verdes sobre o corpo preto, e o macho, além disso, apresenta pontos azuis no abdômen.
O adulto come os insetos capturados durante o voo. As ninfas alimentam em insetos aquáticos, girinos e peixes pequenos, abundantes na lagoa que frequentam até emergirem como adultos nos meses de julho e em agosto, após três anos de desenvolvimento.

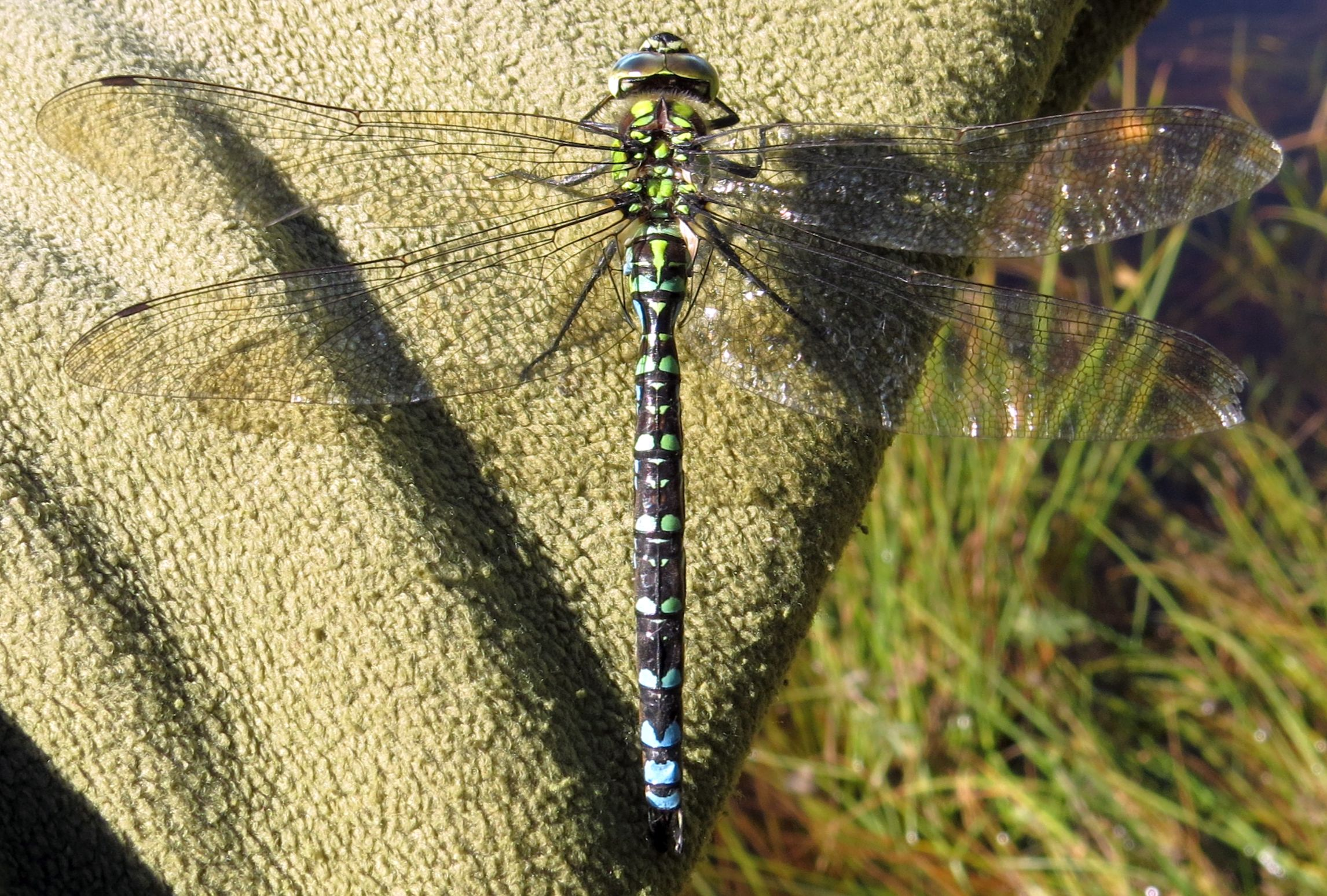
Macho
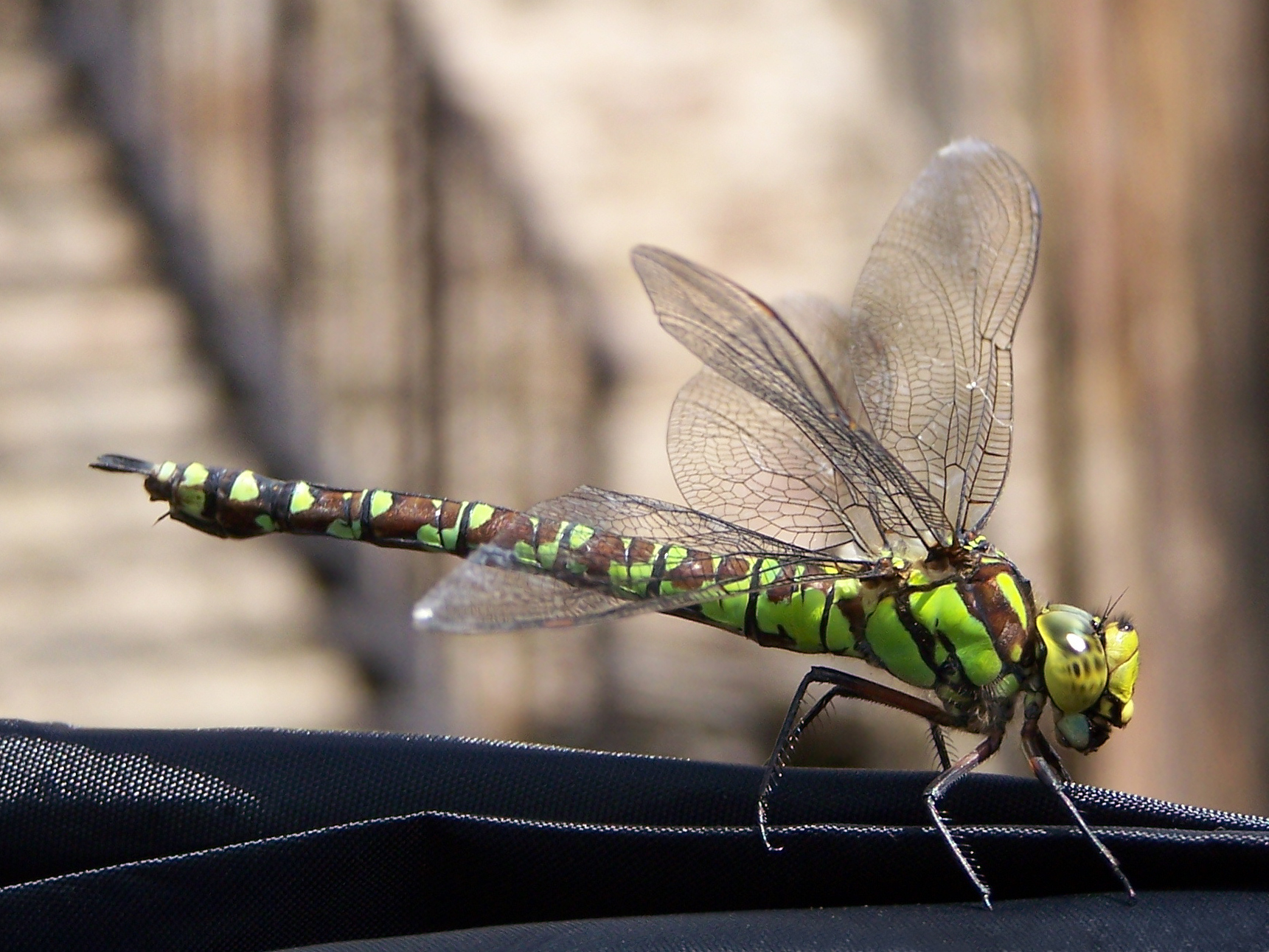
Uma fêmea
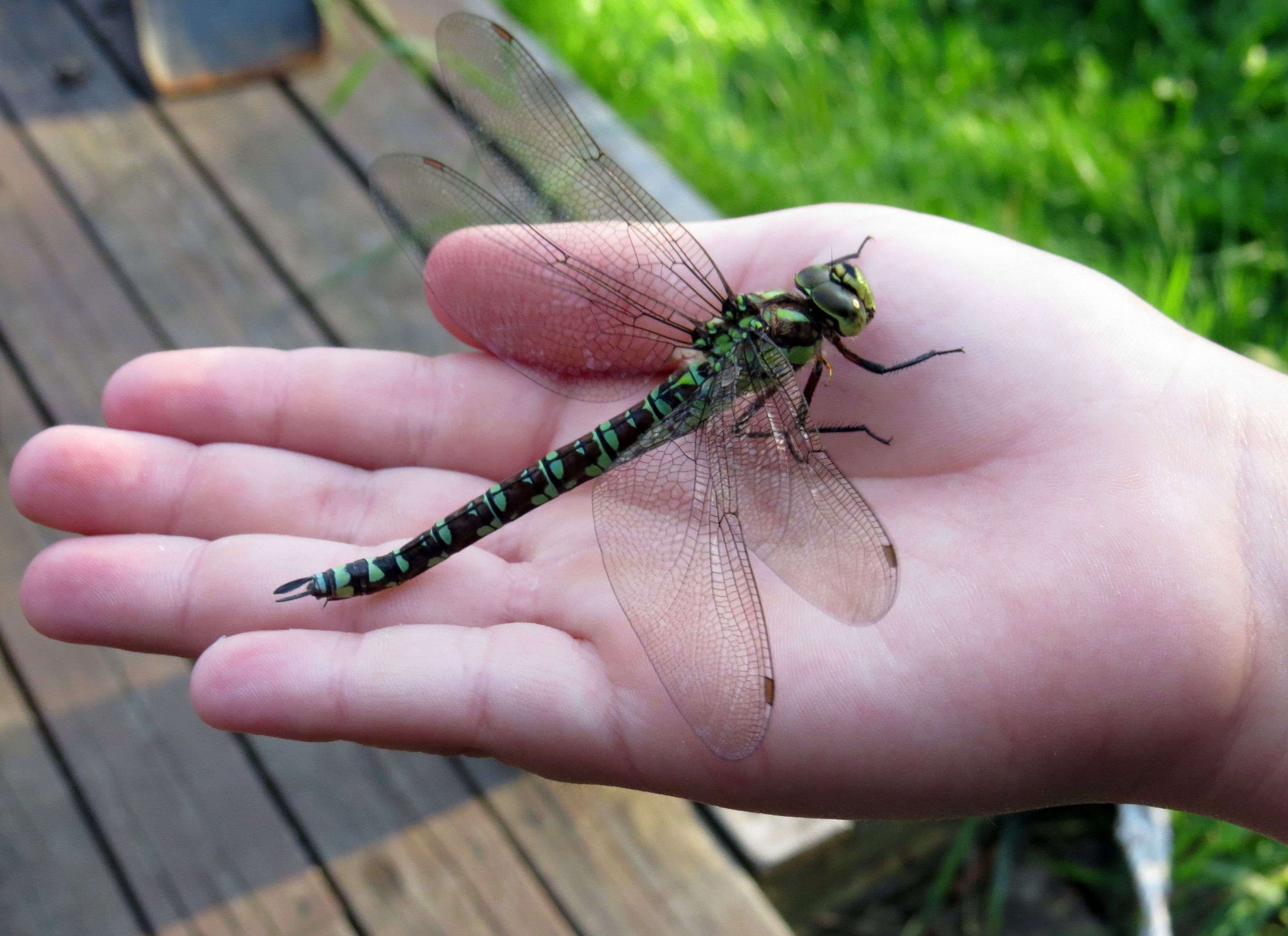
Uma fêmea
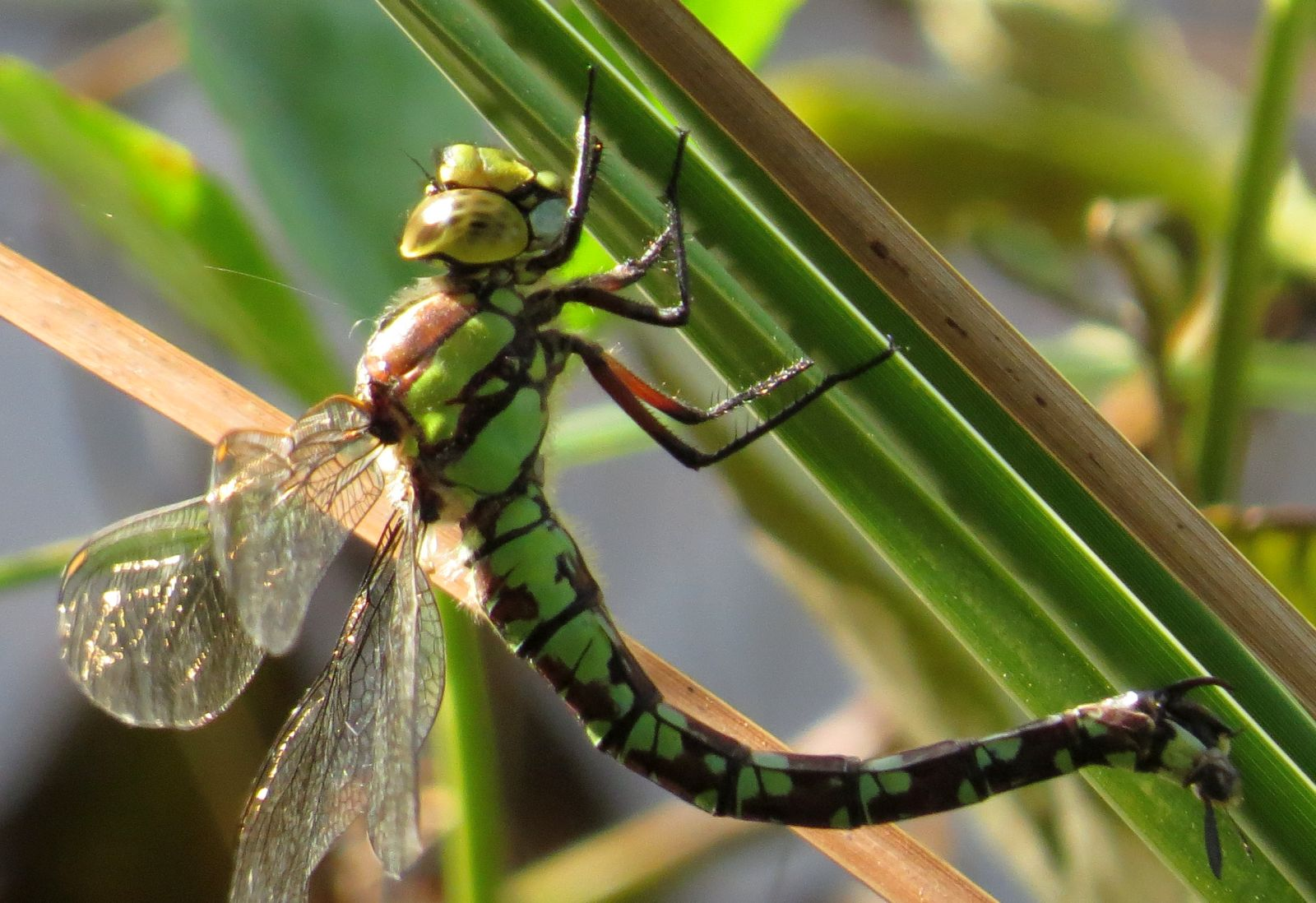
Fêmea põe ovos
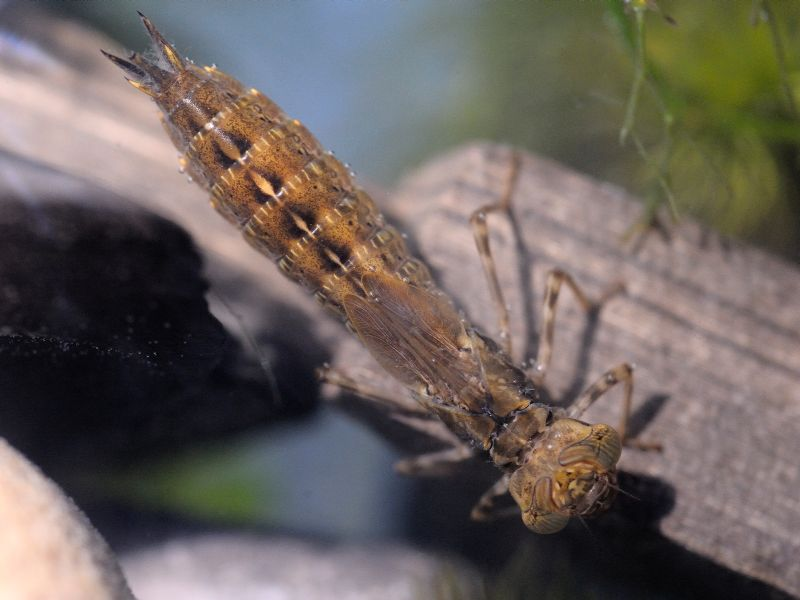
Larva
- Fêmea come uma vespa, Vespula vulgaris

## Referências

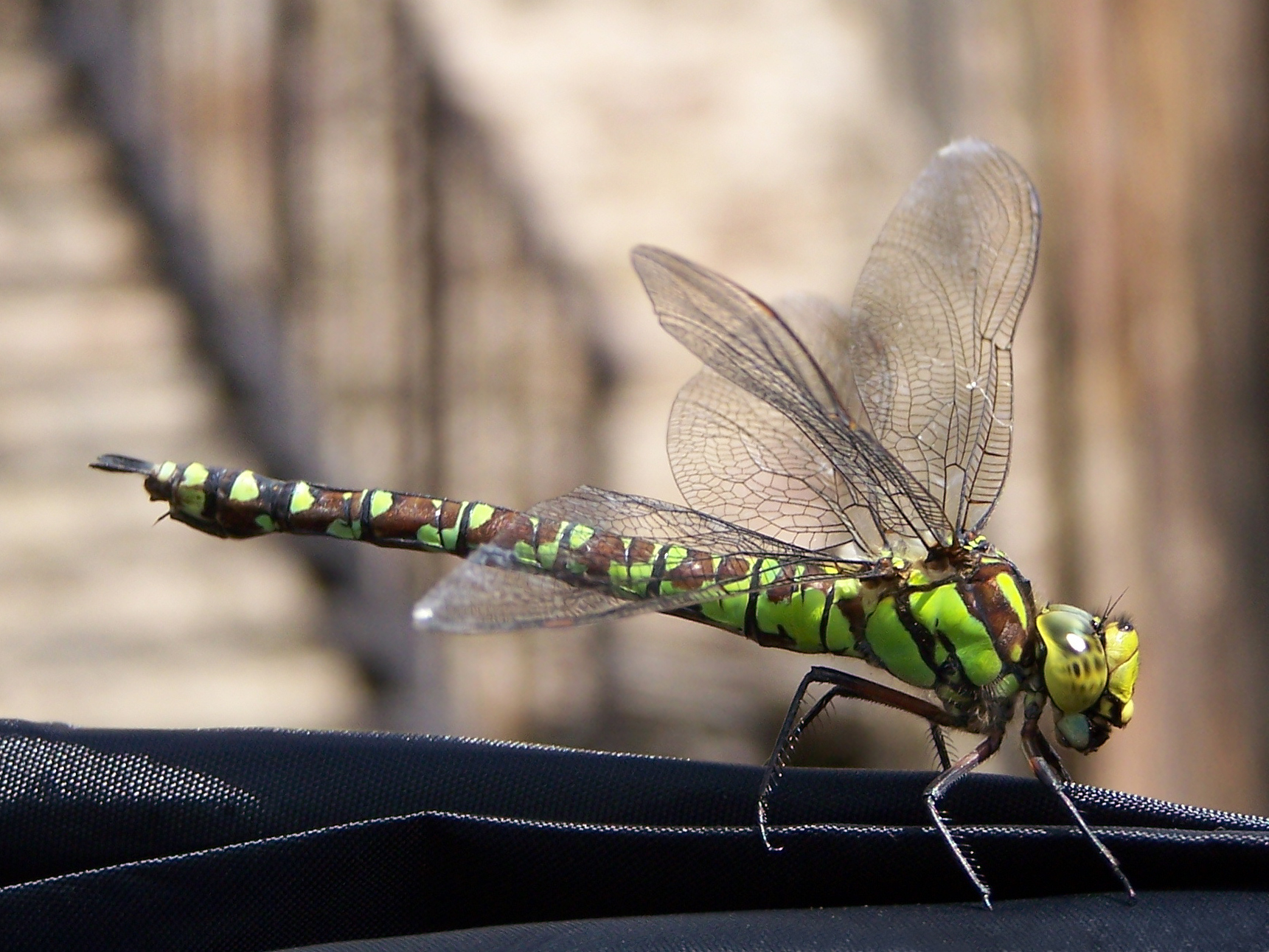
Uma fêmea.